# لا رامبلا، بارسلون
لا رامبلا (کاتالان: La Rambla، تلفظ کاتالان: [lə ˈramblə]) یا سابقاً لاس رامبلاس (اسپانیایی: Las Ramblas) (کاتالان: Les Rambles) مشهورترین خیابان شهر بارسلون، پایتخت منطقه خودمختار کاتالونیا در پادشاهی اسپانیا است. این خیابان عریض با درازای ۱٫۲ کیلومتر که در منطقه سویتاد بیا در مرکز شهر واقع شده، میدان کاتالونیا را به بنای یادبود کریستف کلمب در پورت بل متصل می‌کند. لا رامبلا دارای یک مسیر پیاده‌روی پهن در وسط و مسیرهای باریک برای خودروها در دو طرف می‌باشد. همچنین سراسر این خیابان در دو سو با درختان بلند چنار دورگه پوشانده شده و ترکیبی از کافه‌ها، رستوران‌ها، فروشگاه‌ها، دکه‌های گل‌فروشی و بازارهای محلی مانند لا بوکریا را در کنار هنرمندان خیابانی در خود جای داده‌است.
فدریکو گارسیا لورکا شاعر پرآوازهٔ اسپانیایی زمانی در وصف لا رامبلا گفته: «تنها خیابانی که آرزو داشتم هیچ‌گاه به آخر نمی‌رسید».

## واژه‌شناسی

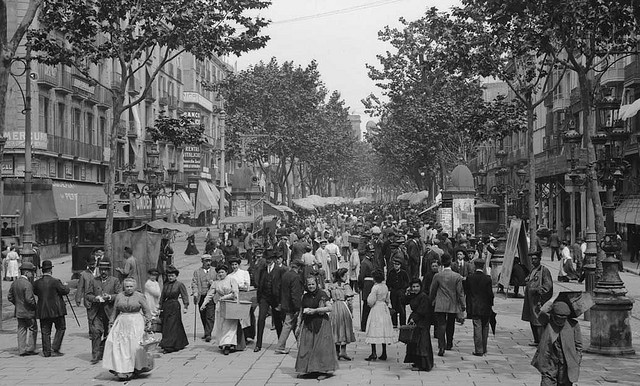
لا رامبلا در ۱۹۰۵

واژه رامبلا از کلمه‌ی عربی رَمْل به‌معنای شن یا مسیر شنی گرفته شده‌است. در دوره‌ای که مسلمانان بر بخش‌هایی از شبه‌جزیره ایبری حکومت می‌کردند، این اصطلاح برای توصیف بستر رودخانه‌های فصلی یا مسیرهای خشک‌شده‌ی شنی به کار می‌رفته‌است. در محل کنونی خیابان لا رامبلا نیز در گذشته جویباری طبیعی جریان داشته که در بیشتر اوقات سال خشک بوده‌است.